# Anthurium brownii
Anthurium brownii är en kallaväxtart som beskrevs av Maxwell Tylden Masters. Anthurium brownii ingår i släktet Anthurium och familjen kallaväxter. Inga underarter finns listade.

## Bildgalleri

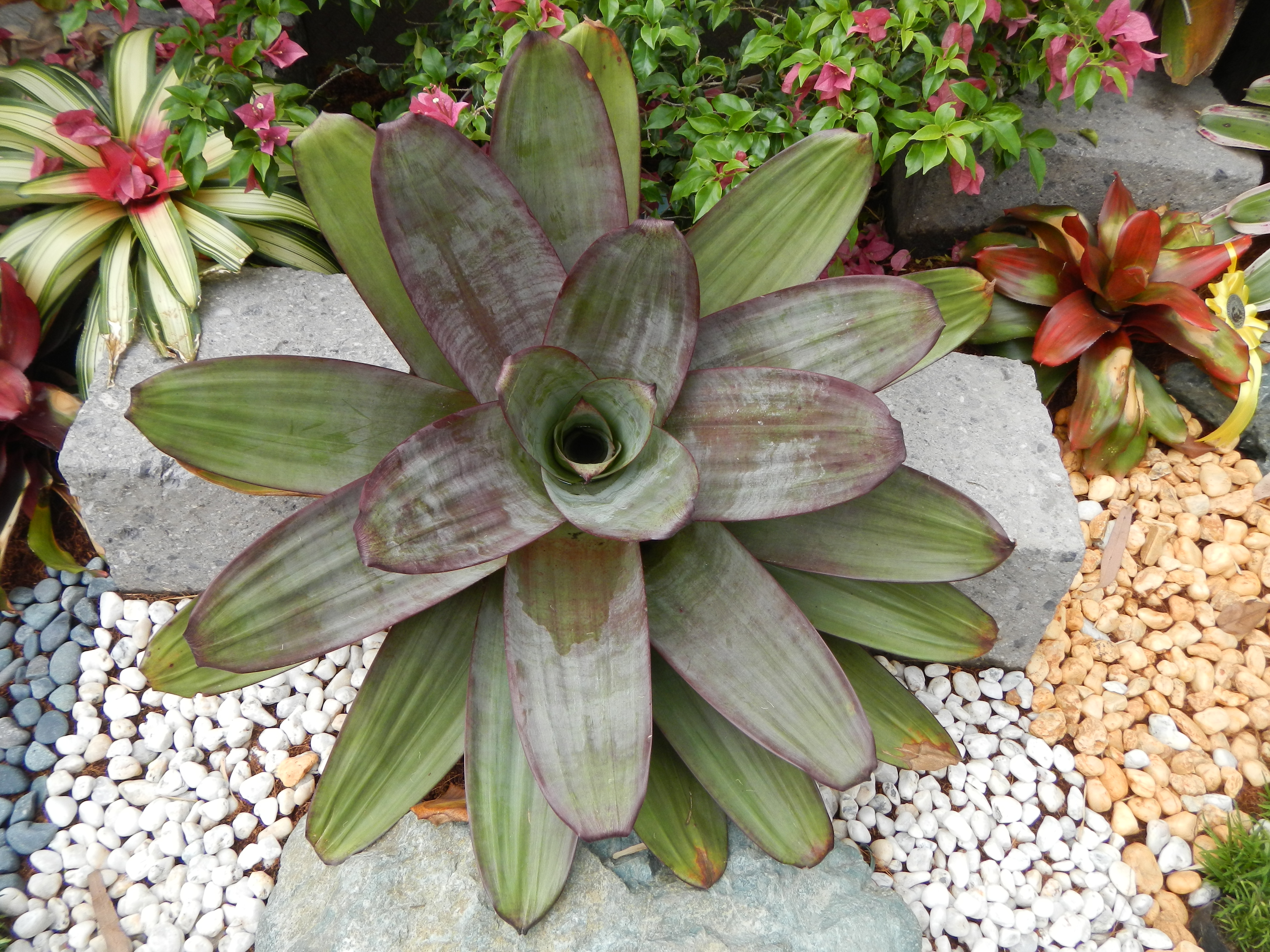
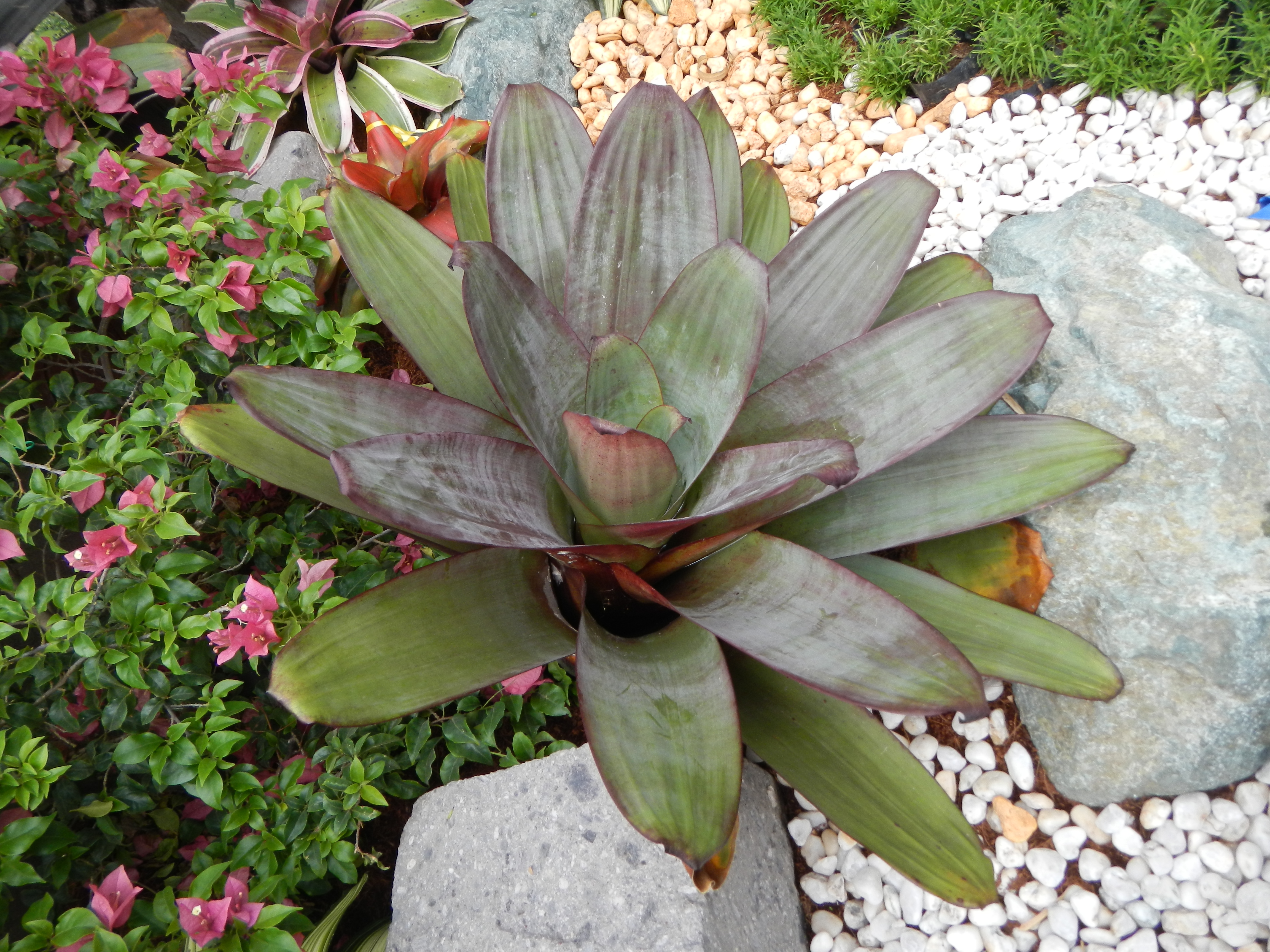
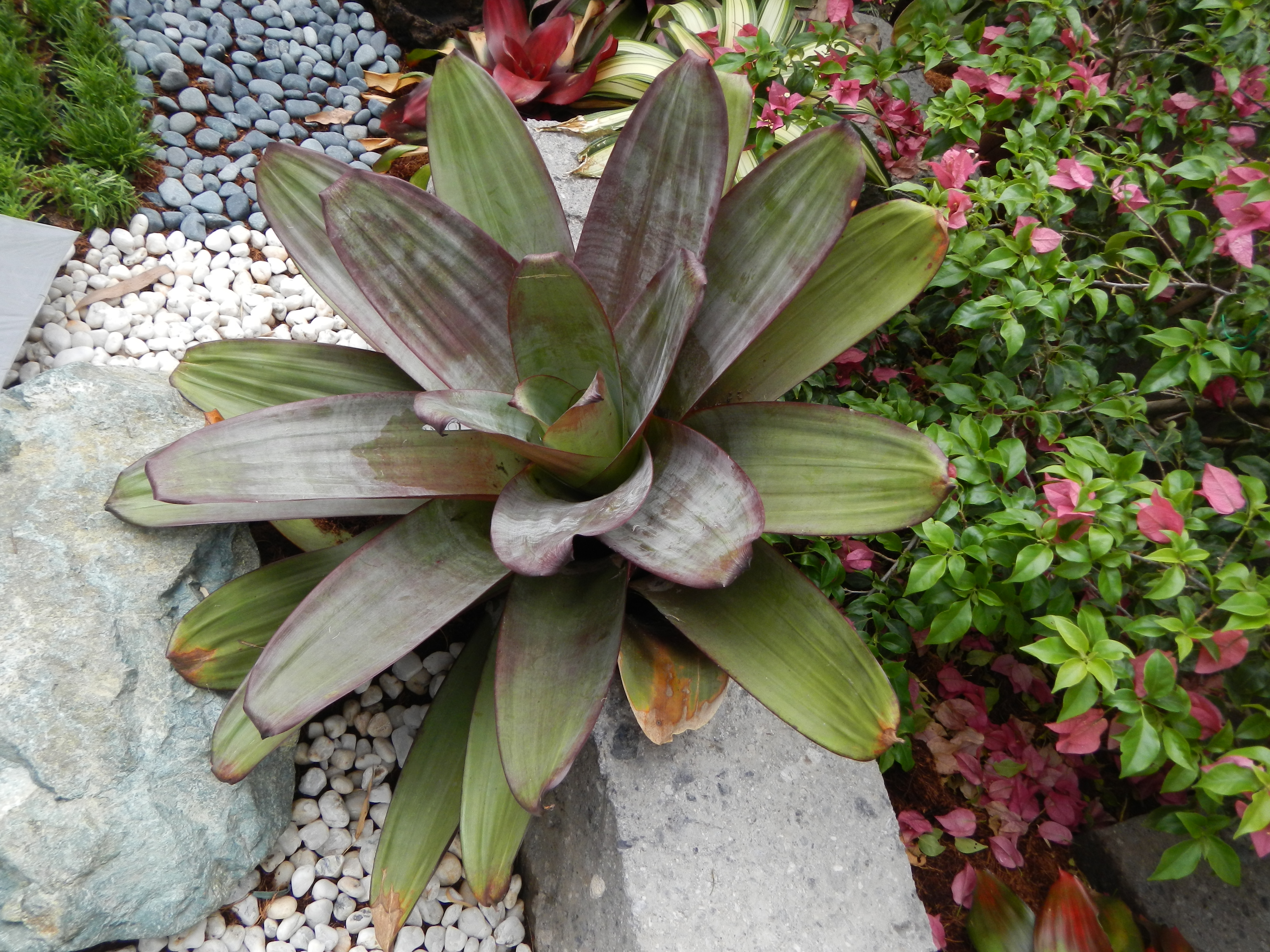